# 文桥镇 (全州县)
文桥镇，是中华人民共和国广西壮族自治区桂林市全州县下辖的一个乡镇级行政单位。

## 行政区划
文桥镇下辖以下地区：
文桥村、新塘村、定美村、百仁村、紫岗村、江头村、圳头村、洋田村、阳福村、易福村、胶坛村、锦福村、谏禄村、邓家村、长坪村、白毛村、仁溪村和栗水村。